# Rhaphiolepis
Genre
Classification phylogénétique
Rhaphiolepis (du grec rhapis qui signifie aiguille et lepis qui désigne une coquille ou des écailles) est un genre de plantes à fleurs appartenant à la famille des Rosaceae.
Originaire du sud de la Chine, il est répandu comme plantes d'ornement sous tous climats de type méditerranéen car il ne supporte pas bien les températures négatives (maximum -10 °C).

## Caractéristiques générales

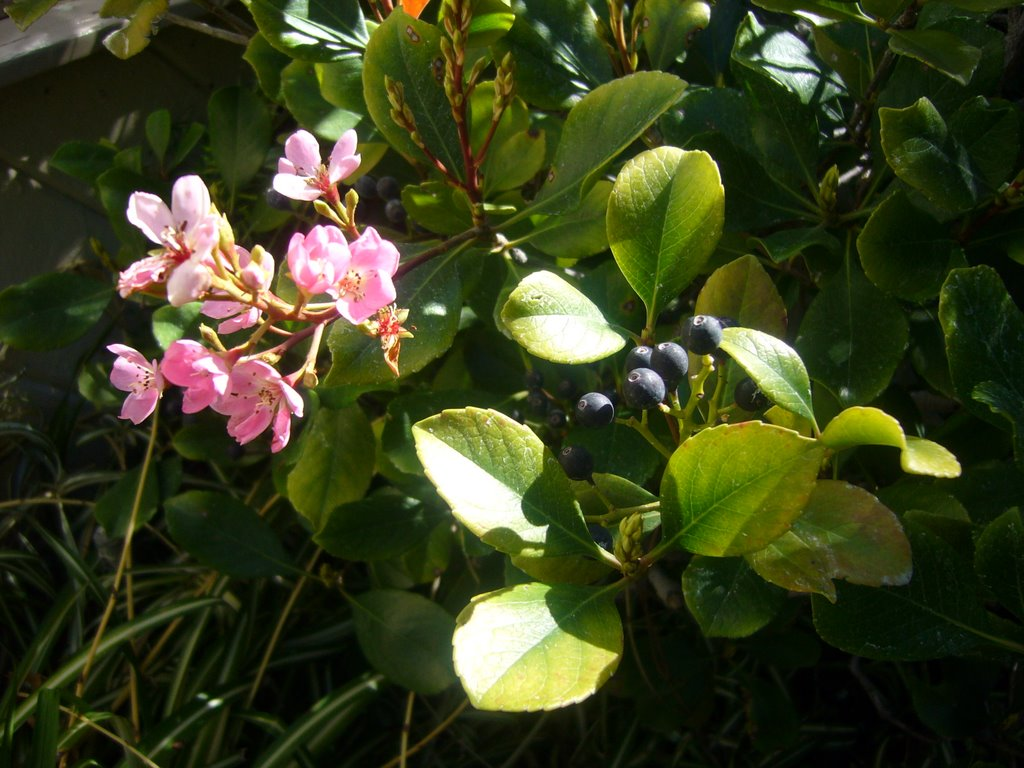
Feuilles et fruits de Rhaphiolepis indica.

Les Rhaphiolepis sont des arbustes à croissance lente pouvant mesurer jusqu'à 2 mètres de haut.
Leurs feuilles épaisses de couleur vert foncé sont persistantes, dentées et mesurent de 5 à 7 cm de long.
Leurs fleurs roses donnent des baies ressemblant à de petites figues rouge virant au noir.
Leur port varie selon les variétés.
Ils apprécient un substrat drainant et acide.

## Principales espèces
- Rhaphiolepis delacourii André
- Rhaphiolepis indica (L.) Lindl. ex Ker Gawl.
- Rhaphiolepis umbellata (Thunb.) Makino

## Utilisation
Ils sont utilisés comme arbuste d'ornement car appréciés pour leur jolie floraison rose.

L'arbuste poussant lentement, on le greffe souvent sur néflier du Japon (Eriobotrya japonica), cognassier (Cydonia oblonga) ou aubépine. 
L'autre avantage de cette greffe est que cela permet de le planter dans des sols plus calcaires.
On l'utilise aussi parfois en bonsaï.